# Društvena mreža (2010.)
Društvena mreža (eng. The Social Network) je američka drama iz 2010. godine koju je režirao David Fincher, a čija radnja progovara o osnutku jedne od najpoznatijih internetskih društvenih mreža na svijetu − Facebooku. U filmu glume mnogi etablirani glumci koje predvode Jesse Eisenberg, Andrew Garfield, Brenda Song, Max Minghella, Rooney Mara, Armie Hammer i pjevačka zvijezda Justin Timberlake. 
Film je snimljen prema romanu Bena Mezricha The Accidental Billionaires kojeg je za film adaptirao Aaron Sorkin (Zapadno krilo, Malo dobrih ljudi, Rat Charlieja Wilsona). Službeni distributer filma je Sony Pictures. Film je sa svojom službenom kino distribucijom u SAD-u započeo 1. listopada 2010. godine i do danas utržio preko 90 milijuna dolara na box-officeu. U Hrvatskoj je film u kinima zaigrao od 28. listopada, a do danas ga je vidjelo preko 40 tisuća gledatelja. Nitko od stvarnog osoblja Facebooka, uključujući i njegovog osnivača Marka Zuckerberga, nije bio uključen u razvoj i snimanje filma. Jedan od suosnivača popularne društvene mreže, Eduardo Saverin, bio je Mezrichev konzultant dok je ovaj pisao knjigu koja je objavljena 2009. godine.
Film Društvena mreža jedan je od kritički najhvaljenijih filmova 2010. godine. Osvojio je 3 nagrade Oscar − najbolji adaptirani scenarij (Aaron Sorkin), najbolja originalna glazba (Trent Reznor i Atticus Ross) i najbolja montaža (Kirk Baxter i Angus Wall); 4 nagrade Zlatni globus − najbolji film (drama), najbolji redatelj (David Fincher), najbolji scenarij i najbolja originalna glazba i 2 nagrade BAFTA − najbolja montaža i najbolji adaptirani scenarij. Udruženja filmskih kritičara Washingtona, Toronta, Los Angelesa, Las Vegasa, Kansas Cityja, Floride, Dallasa, Chicaga i Bostona proglasili su ga najboljim filmom godine.

## Premisa
Adaptiran prema knjizi autora Bena Mezricha iz 2009. godine, The Accidental Billionaires, film Društvena mreža progovara o samom nastanku i ranim danima Facebooka koji je osnovan 2004. godine.

## Glumačka postava
- Jesse Eisenberg kao Mark Zuckerberg
- Andrew Garfield kao Eduardo Saverin
- Brenda Song kao Christy Lee
- Justin Timberlake kao Sean Parker
- Armie Hammer kao Cameron Winklevoss/Tyler Winklevoss
- Max Minghella kao Divya Narendra
- Rooney Mara kao Erica Albright
- Joseph Mazzello kao Dustin Moskovitz
- Rashida Jones kao Marylin Delpy
- Patrick Mapel kao Chris Hughes
- Douglas Urbanski kao Larry Summers
- Josh Pence kao Tyler Winklevoss
- Malese Jow kao Alice Cantwell
- Denise Grayson kao Gretchen
- Dakota Johnson kao Leslie Brown
- Trevor Wright kao Josh Thompson
- John Getz kao Sy
- Shelby Young kao K.C.

## Produkcija

### Dodjeljivanje uloga
Casting za film započeo je u ranom kolovozu 2009. godine, a otvorene audicije održane su diljem SAD-a. U rujnu 2009. godine Jesse Eisenberg službeno je najavljen kao prvi glumac koji će nastupati u filmu. (Zanimljivo je da je sam Mark Zuckerberg u intervjuu s Diane Sawyer otkrio da je Eisenbergov rođak jedan od službenih članova osoblja Facebooka.) Nekoliko dana poslije Justin Timberlake i Andrew Garfield potvrđeni su da će igrati uloge Seana Parkera i Eduarda Saverina u filmu. U listopadu 2009. godine, Brenda Song, Rooney Mara, Armie Hammer, Shelby Young i Josh Pence dobili su svoje uloge. Također je potvrđeno da će u filmu glumiti i Max Minghella i Dakota Johnson. U intervjuu iz 2009. godine za The Baltimore Sun, Jesse Eisenberg je izjavio: 

### Snimanje
Snimanje filma Društvena mreža započeto je u listopadu 2009. godine na Cambridgeu, država Massachusetts. Scene su snimane oko kampusa dviju akademija - Phillips Academy i Milton Academy. Dodatne scene snimane su na kampusu Wheelock College, koji je "glumio" sveučulište Harvard. (Zanimljivo je da sveučilište Harvard zabranjuje snimanje bilo kojeg filma još od snimanja Ljubavne priče iz 1970. godine kad je nanesena ogromna materijalna šteta samom koledžu). Sveučilište John Hopkins je također poslužilo kao zamjena za Harvard, gdje su se snimale scene između 2. i 4. studenog 2009. Između 16. i 22. studenog snimane su scene na sveučilištu u Kaliforniji. 
Film Društvena mreža snimljen je kamerama Red One, u rezoluciji 4K.

### Glazba
1. lipnja 2010. godine službeno je objavljeno da će glazbu za film skladati Trent Reznor skupa s Atticusom Rossom. Službeni soundtrack pušten je u prodaju 28. rujna. Film završava pjesmom grupe Beatles, "Baby, You're a Rich Man", što je neobično budući su Beatlesi poznati po tome da rijetko daju prava da se njihova glazba koristi u filmovima ili drugim medijima. Pjesma se ne nalazi na službenom soundtracku.
Sam film sastoji se od 18 pjesama od kojih se niti jedna ne nalazi na službenom soundtracku. Grupe koje izvode pjesme u filmu su Beatlesi, Bob Marley, 10cc i The White Stripes.

## Marketing
Prvi službeni poster za film službeno je objavljen 16. lipnja 2010. godine. Prvi teaser trailer pušten je 25. lipnja 2010. Nakon njega uslijedio je drugi teaser koji je svjetlo dana ugledao 8. srpnja. Prava službena kino najava debitirala je 15. srpnja 2010. godine koja upotrebljava montiranu verziju pjesme "Creep" koju izvodi belgijski zbor Scala & Kolacny Brothers (u originalu pjesmu izvodi popularna skupina Radiohead). U SAD-u trailer filma puštan je prije filmova Početak, Dinner for Schmucks, Salt i Murjaci s klupe.

## Reakcije na film
Scenarij filma procurio je na Internet još u srpnju 2009. U studenom 2009. jedan od izvršnih producenata filma, Kevin Spacey, je izjavio:
The Cardinal Courier je izjavio da je Društvena mreža film o "pohlepi, opsesiji, nepredvidljivosti i seksu", a također postavlja pitanje hoće li film postati profitabilni blockbuster unatoč činjenici što Facebook ima preko 500 milijuna korisnika u svijetu? Na jednoj konferenciji, voditeljica Kara Swisher rekla je Zuckerbergu da zna da on nije sretan što će se glavnina radnje filma vrtiti oko njega samog, na što je on odgovorio:
Jedan od suosnivača Facebooka, Dustin Moskovitz, izjavio je da je film zapravo dramatizacija povijesti:

## Kritike
Društvena mreža je dobila pozitivne recenzije kritičara. Site Rotten Tomatoes navodi da je 97% kritičara filmu dalo preporuku. To se zasniva na kompilaciji 154 recenzije s prosječnom ocjenom od 9.2/10." Film također nosi visoku ocjenu od 97, što se temelji na 40 recenzija na Metacriticu. Roger Ebert, pišući za Chicago Sun-Times, je filmu dao 4 od 4 zvijezde: "Film Davida Finchera ima rijetku kvalitetu biti ne samo pametan kao njegov briljantni junak, nego na isti način. On je siguran, nestrpljiv, hladan, uzbudljiv i instinktivno perceptivan." Peter Travers, pišući za Rolling Stone, dao je filmu svoju prvu najvišu ocjenu 2010. te zapisao: "Društvena mreža je film godine. No Fincher i Sorkin trijumfiraju time što idu i dalje. Spajajući svoju britkost s bolnom tugom, oni definiraju mračnu ironiju prošlog desetljeća."
Arsen Oremović, pišući za Večernji list, je pak priznao da mu se film ne sviđa: "Film o pokretaču Facebooka Marku Zuckerbergu možda jest određeni sociološki ili fenomenološki događaj, ali ne i filmski, i to jednostavno zato što u njemu filma zapravo i nema. Ostao je na razini radiodrame. Dakle, dosta loše vijesti za ljubitelje Davida Finchera koji su očekivali da će nakon blaziranog Benjamina Buttona redatelj poželjeti opravdati svoj "art" habitus, odnosno dokazati da ga nakon Kluba boraca i Zodiaca nisu neopravdano doživljavali kao redatelja kojem bi se pripisao status (važnog) autora, što u slučaju potpisnika ovog teksta, imam potrebu naglasiti, nikada nije bio slučaj. Za ishodišnu priču poslužila je knjiga "Slučajni milijarderi" i ako po nečemu ovaj film bude "naj", onda će biti po tome što vjerojatno nikada prije neka filmska ekranizacija nije uspjela toliko ostati – knjiga. Riječ je, u osnovi, o nakupini dijaloga koji se izmjenjuju takvom brzinom da ih je teško sve i pohvatati."

## Vanjske poveznice
- Društvena mreža na Internet Movie Database